# Казімеж Соколовський
Казімеж Ян Соколовський (пол. Kazimierz Jan Sokołowski, 26 березня 1908, Львів, Австро-Угорщина — 3 липня 1998, Тарнів, Польща) — польський хокеїст, захисник

## Із біографії
Народився 26 березня 1908 у Львові. Виступав за місцевий клуб «Лехія». У складі національної збірної був учасником двох Олімпіад (1932, 1936). У Лейк-Плесіді збірна Польщі посіла найвище місце в своїй історії — четверте. До речі, на цьому турнірі було ще двоє представників львівського клуба «Погонь»: Роман Сабінський та Альберт Маєр. А через чотири роки, у Гарміш-Партенкірхені — Роман Ступницький («Чарні»). На олімпійських турнірах провів дев'ять матчів. Брав участь у п'яти чемпіонатах світу та Європи: 1930, 1931, 1933, 1935, 1947. Віце-чемпіон Європи 1931. Всього за збірну Польщі провів 63 матчі та закинув 10 шайб.
Помер 3 липня 1998 року на 91-му році життя в Тарнові (Малопольське воєводство).

## Досягнення
- Срібний призер чемпіонату Європи (1): 1931
- Срібний призер чемпіонату Польщі (1): 1935
- Бронзовий призер чемпіонату Польщі (1): 1934

## Статистика виступів на Олімпійських іграх
| № | Дата та місце проведення          | Команда | Рахунок | Суперник  |
| - | --------------------------------- | ------- | ------- | --------- |
| 1 | 4 лютого 1932 Лейк-Плесід         | Польща  | 1 : 2   | Німеччина |
| 2 | 5 лютого 1932 Лейк-Плесід         | Польща  | 1 : 4   | США       |
| 3 | 7 лютого 1932 Лейк-Плесід         | Польща  | 0 : 9   | Канада    |
| 4 | 8 лютого 1932 Лейк-Плесід         | Польща  | 0 : 5   | США       |
| 5 | 9 лютого 1932 Лейк-Плесід         | Польща  | 0 : 10  | Канада    |
| 6 | 13 лютого 1932 Лейк-Плесід        | Польща  | 1 : 4   | Німеччина |
| 7 | 6 лютого 1936 Гарміш-Партенкірхен | Польща  | 1 : 8   | Канада    |
| 8 | 7 лютого 1936 Гарміш-Партенкірхен | Польща  | 1 : 2   | Австрія   |
| 9 | 8 лютого 1936 Гарміш-Партенкірхен | Польща  | 9 : 2   | Латвія    |